# Hydropsyche gifuana
Hydropsyche gifuana là một loài Trichoptera trong họ Hydropsychidae. Chúng phân bố ở miền Cổ bắc.